# Zielhorst
Zielhorst is een wijk in de Nederlandse gemeente Amersfoort. Ze heeft een jonge bevolking. Er zijn veel huurwoningen in de duurste categorie en veel goedkope koopwoningen.
Omliggende wijken zijn Kattenbroek, Schothorst en Vathorst.
De wijk Zielhorst dankt haar naam aan een boerderij uit de middeleeuwen. De naam is opgebouwd uit de Middelnederlandse woorden 'siele' en 'horst'. Een siele is een sluis of waterlozing en een horst een hoogte in een drassige omgeving.

## Geschiedenis

#### Prehistorie
Het gebied ten noorden van de historische stadskern van Amersfoort werd in de prehistorie al tamelijk druk bewoond. De meeste en oudste bodemvondsten zijn in Zielhorst tussen de Schothorsterlaan en de Laan naar Emiclaer gevonden. Uit de middensteentijd (9.000-4.500 v.Chr.) zijn vuurstenen gebruiksvoorwerpen zoals zeer kleine mesjes en boortjes gevonden, maar ook kuilen waarin vuur was gestookt. Uit de ijzertijd (700 v.Chr. tot ongeveer het begin van de jaartelling) zijn resten van huizen en begraafplaatsen aangetroffen. Uit de Romeinse tijd vond men een terra sigillata kom van ca. 200 n.Chr.

#### Middeleeuwen
Aardewerkresten van middeleeuwse oorsprong werden gevonden bij boerderij De Oude Hoef waar nu sporthal Zielhorst staat. Tot op heden is dit de enige plek binnen de gemeente Amersfoort waar bewijzen voor bewoning in de achtste en negende eeuw aangetoond zijn.
Vanaf ongeveer het jaar 800 vestigden kolonisten zich op de hooggelegen zandgronden van het Hogeland. Het gebied van wat nu de wijk Zielhorst is hoorde bij het gerecht (te vergelijken met de tegenwoordige gemeente) Emiclaer. De boeren die het land bewoonden en ontgonnen werkten samen met andere boeren uit de omgeving in een maalschap, een genootschap met als doel om de gemeenschappelijke gronden volgens bepaalde afspraken te gebruiken.

#### Nieuwe tijd
Ook de voormalige boerderij Zielhorst was een zogenaamde malenhoeve. De boerderijen van de maalschap bezaten ook kavels op de voormalige woeste veengronden, daar waar nu Hooglanderveen en Vathorst te vinden zijn. Die gebieden waren vanaf 1600 ontgonnen en verdeeld.
Tot 1842 was in de buurt van boerderij Zielhorst een herenhuis gevestigd. Dit stond bij de knik in de Albert Schweitzersingel ter hoogte van de Zielhorsterlaan. De hoeve is in 1985 gesloopt om plaats te maken voor het ouderencentrum Over Seldert 2.

## Nieuwbouw
Het gebied van de wijk Zielhorst behoorde tot 1974 bij de gemeente Hoogland die in dat jaar bij Amersfoort werd gevoegd. Als tweede nieuwbouwwijk van Amersfoort-Noord na Schothorst, is Zielhorst voor het merendeel gebouwd tussen 1987 en 1991. Er werd gestreefd naar een nieuw architectonisch beeld. Men begon met de zogenaamde Vlinderbuurt.
Om de nieuw te bouwen wijk qua ontwerp te onderscheiden van de woonwijken uit de jaren zestig en zeventig bereidde de gemeente met een aantal bedrijven in 1988 het etalageproject voor. Zeven maquettes van modelvilla’s moesten kopers trekken. Het terrein werd verkaveld en de kopers van een perceel konden een architect kiezen uit een lijst die de initiatiefnemers hadden opgesteld.
Door haar ligging aan de rand van park Schothorst en aan de vijver tussen Kattenbroek en Zielhorst heeft de wijk een groen karakter. Veel voorzieningen zijn binnen bereik, zoals NS-station Schothorst, winkelcentrum Emiclaer en sportpark Zielhorst. De straten in de wijk kregen namen van vlinders, muziekinstrumenten, theologen/filosofen en buitenlandse architecten.
De Emiclaerse weg en de laan naar Emiclaer herinneren aan de maalschap van Wede en Emiclaer, de oorspronkelijke naam van de maalschap van Hoogland, het gerecht Emiclaer en de middeleeuwse boerderij met dezelfde naam. De Heideweg is de voormalige verbindingsweg met Hooglanderveen, ontstaan na het graven van de Malewetering.